# Angelika Mack
Angelika Mack (geboren 22. Januar 1947 in Bochum) ist eine deutsche Juristin, ehemalige Richterin und Gerichtspräsidentin. 2006 wurde sie als erste Frau an die Spitze des Landesarbeitsgerichts München berufen. Sie hatte das Amt der Gerichtspräsidentin bis zum Eintritt in den Ruhestand 2013 inne.

## Karriere
Nach der zweiten juristischen Staatsprüfung begann Angelika Mack 1975 ihre juristische Karriere als Richterin auf Probe am Arbeitsgericht München. 1981 wurde sie dort auch zur Richterin auf Lebenszeit ernannt.
1995 wurde sie zur Vorsitzenden Richterin an das Landesarbeitsgericht München berufen. 
2001 übernahm Mack die Präsidentschaft am Arbeitsgericht München.

### Präsidentin des Landesarbeitsgerichts München
Am 1. Juni 2006 ernannte die bayerische Arbeitsministerin Christa Stewens (CSU) Angelika Mack im damaligen Bayerischen Staatsministerium für Arbeit und Sozialordnung, Familie und Frauen zur Präsidentin des Landesarbeitsgerichtes München.
Im Dezember 2013 wurde Angelika Mack von Arbeitsministerin Emilia Müller (CSU) in den Ruhestand verabschiedet. Ihr Nachfolger im Amt ist Dieter Möller.

## Weitere Ämter
Parallel zu ihrem Präsidium am bayerischen Landesarbeitsgericht war Mack berufsrichterliches Mitglied des Bayerischen Verfassungsgerichtshofs sowie zweite Vertreterin des dortigen Präsidenten.